# Patovar

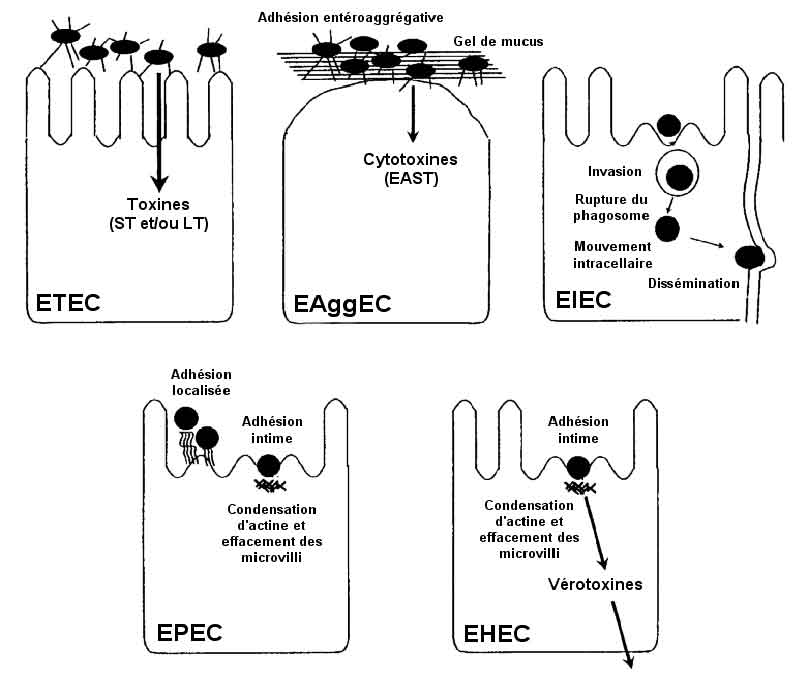
Různé patovary Escherichia coli se liší typem patogenity

Patovar je označení pro jedince či skupinu jedinců stejného druhu či poddruhu, které se od ostatních zástupců tohoto druhu liší svou patogenitou (schopností vyvolávat onemocnění). Obvykle se jednotlivé patovary liší například hostitelským organizmem. Používá se obvykle v bakteriologii.
Patovary se pojmenovávají zásadně latinsky, přidáním názvu patovaru k druhovému názvu taxonu za zkratku „pv.“. Příkladem je například patovar bakterie Pseudomonas syringae pv. lachrymans.